# Canton de Mesvres
Le canton de Mesvres est un ancien canton français situé dans le département de Saône-et-Loire et la région Bourgogne-Franche-Comté.

## Géographie
Ce canton était organisé autour de Mesvres dans l'arrondissement d'Autun. Son altitude variait de 256 m (La Boulaye) à 681 m (Uchon) pour une altitude moyenne de 346 m.

## Histoire
De 1833 à 1848, les cantons d'Issy-l'Evêque, de Mesvres et de Saint-Léger-sous-Beuvray avaient le même conseiller général. Le nombre de conseillers généraux était limité à 30 par département.

## Représentation

### Conseillers généraux de 1833 à 2015
| Période | Période          | Identité                                          | Étiquette     | Qualité |
| ------- | ---------------- | ------------------------------------------------- | ------------- | --- |
| 1833    | 1839             | Jean-François Dubois                              |               | Maire de Saint-Didier-sur-Arroux |
| 1839    | 1845             | Guillaume Lavergne                                |               | Propriétaire à Gissy, Saint-Didier-sur-Arroux, puis à Autun Juge de paix à Mesvres |
| 1845    | 1848             | Ferdinand Charles Honoré Philippe Comte d'Esterno |               | Avocat, propriétaire et agronome à La Vesvre et à Vautot Maire de La Selle Élu dans le Canton de Lucenay-l'Évêque en 1848 |
| 1848    | 1852             | Jean Bard                                         |               | Propriétaire, maire de Saint-Symphorien-de-Marmagne, conseiller d'arrondissement |
| 1852    | 1867 (décès)     | Baron Joachim Alexandre de Romeuf                 |               | Propriétaire, maire de La Tagnière |
| 1867    | 1870 (démission) | Alfred Deseilligny                                | Centre        | Directeur de la métallurgie Maire du Creusot Propriétaire à Mont-d'Arnoux (Broye) Député de l'Aveyron (1869-1870, 1871-1875) Ministre (1871 et 1873) Elu en 1871 dans le Canton d'Aubin (Aveyron)                                  |
| 1870    | 1871             | Comte Étienne de Ganay (en)                       |               | Propriétaire du château de Fougerette Conseiller municipal d'Etang-sur-Arroux |
| 1871    | 1884 (décès)     | Émile Reyneau                                     | Républicain   | Propriétaire Député (1877-1884) Ancien adjoint au Maire du 8ème arrondissement de Paris |
| 1884    | 1913             | Jacques Léon Lacomme                              | Rad.          | Propriétaire, maire de Mesvres (1877-1879), conseiller d'arrondissement |
| 1913    | 1919             | Louis Saclier                                     | Rad.          | Propriétaire à Charbonnat-sur-Arroux, conseiller d'arrondissement |
| 1919    | 1935 (décès)     | Léon Lacomme                                      | SFIO          | Médecin, inspecteur des services de l'hygiène à Amiens |
| 1935    | 1940             | Félix Coulon (1874-1961)                          | RG            | Ingénieur agricole - Président de la Chambre d'agriculture Négociant, maire de La Tagnière, conseiller d'arrondissement Nommé membre de la Commission administrative départementale en 1941 Nommé conseiller départemental en 1942 |
|         |                  |                                                   |               | |
| 1945    | 1960 (décès)     | Pierre Terrade                                    | Rad.          | Maire de Mesvres (1935-1945, 1947-1960), ancien conseiller d'arrondissement |
| 1960    | 1967             | Jacques Grenaut                                   | PSU puis RI   | Médecin, maire de Mesvres (1960-1976) |
| 1967    | 1979 (décès)     | Jean Chanliau                                     | FGDS puis MRG | Exploitant agricole, ancien résistant, Saint-Symphorien-de-Marmagne |
| 1979    | 2015             | Christian Gillot                                  | PS            | Agriculteur Maire de Broye (1995-2008) Président de la Communauté de communes Arroux Mesvrin (2008-2013) Elu en 2015 dans le Canton d'Autun-2 Décédé en janvier 2022 à l'âge de 76 ans.                                            |

### Conseillers d'arrondissement (de 1833 à 1940)
| Période                                  | Période          | Identité                                   | Étiquette     | Qualité |
| ---------------------------------------- | ---------------- | ------------------------------------------ | ------------- | --- |
| 1833                                     | 1836             | M. Joubert                                 |               | Juge suppléant à Autun                                                                                      |
| 1836                                     | 1842             | François Chanlon                           |               | Maire de Laizy                                                                                              |
| 1842                                     | 1848             | Jean Bard                                  |               | Propriétaire, maire de Saint-Symphorien-de-Marmagne                                                         |
| 1848                                     | 1852             | M. Bourgeois                               |               | Propriétaire à Mesvres                                                                                      |
| 1852                                     | 1861             | Vicomte Edouard de Vitry (1812-1885)       |               | Maire de Laizy                                                                                              |
| 1861                                     | 1867             | Louis Duverne                              |               | Propriétaire à Saint-Eugène                                                                                 |
| 1867                                     | 1871             | Gaspard Benigne Bonnetête                  |               | Notaire, maire de La Tagnière                                                                               |
| 1871                                     | 1877             | Anatole Desplaces de Charmasse (1835-1932) |               | Historien, propriétaire à Mesvres                                                                           |
| 1877                                     | 1884             | Jacques Léon Lacomme                       | Républicain   | Docteur en droit, propriétaire, maire de Mesvres, Consul au Pérou                                           |
| 1884                                     | 1891             | Charles Lazare Abord (1849-1910)           | Républicain   | Propriétaire aux Angles, maire de Mesvres (1879-1891)                                                       |
| 1891                                     | 1900 (démission) | M. Duband                                  |               | Adjoint au maire de La Tagnière                                                                             |
| Oct.1900                                 | 1913             | Louis Saclier                              | Rad.          | Maire de Charbonnat, suppléant du juge de paix                                                              |
| 1913                                     | 1931 (décès)     | Étienne Richard                            | PRS puis SFIO | Coiffeur à Mesvres                                                                                          |
| Mai 1931                                 | 1935             | Félix Coulon                               | RG            | Ingénieur agricole - Président de la Chambre d'agriculture, négociant, maire de La Tagnière                 |
| 1935                                     | 1940             | Pierre Terrade                             | Rad.          | Maire de Mesvres                                                                                            |
| 1940                                     |                  |                                            |               | Les conseils d'arrondissement ont été suspendus par la loi du 12 octobre 1940 et n'ont jamais été réactivés |
| Les données manquantes sont à compléter. |                  |                                            |               | |

## Composition
Le canton de Mesvres regroupait 12 communes et comptait 3 954 habitants (recensement de 2006 population municipale).
| Communes                | Population (2012) | Code postal | Code Insee |
| ----------------------- | ----------------- | ----------- | ---------- |
| La Boulaye              | 117               | 71320       | 71046      |
| Brion                   | 349               | 71190       | 71062      |
| Broye                   | 812               | 71190       | 71063      |
| La Chapelle-sous-Uchon  | 194               | 71190       | 71096      |
| Charbonnat              | 240               | 71320       | 71098      |
| Dettey                  | 99                | 71190       | 71172      |
| Laizy                   | 646               | 71190       | 71251      |
| Mesvres                 | 839               | 71190       | 71297      |
| Saint-Eugène            | 176               | 71190       | 71411      |
| Saint-Nizier-sur-Arroux | 115               | 71190       | 71466      |
| La Tagnière             | 272               | 71190       | 71531      |
| Uchon                   | 95                | 71190       | 71551      |

## Démographie
| 1962  | 1968  | 1975  | 1982  | 1990  | 1999  | 2006  | 2009 |
| ----- | ----- | ----- | ----- | ----- | ----- | ----- | ---- |
| 3 767 | 4 244 | 4 125 | 4 078 | 3 933 | 3 854 | 3 954 | -    |